# وولن-سور-سن
وولن-سور-سن (به فرانسوی: Vulaines-sur-Seine) یک بخش از تقسیمات شهرستان سن-ا-مرن است که در ناحیه ایل-دو-فرانس در کشور فرانسه واقع شده‌است.
ساکنان آن را لوولن‌یو (به فرانسوی: les Vulaignots) می‌نامند. وولن-سور-سن در ۶ کیلومتری فونتن‌بلو و در حدود ۶۵ کیلومتری جنوب شرقی پاریس قرار دارد.

## اماکن و بناهای تاریخی

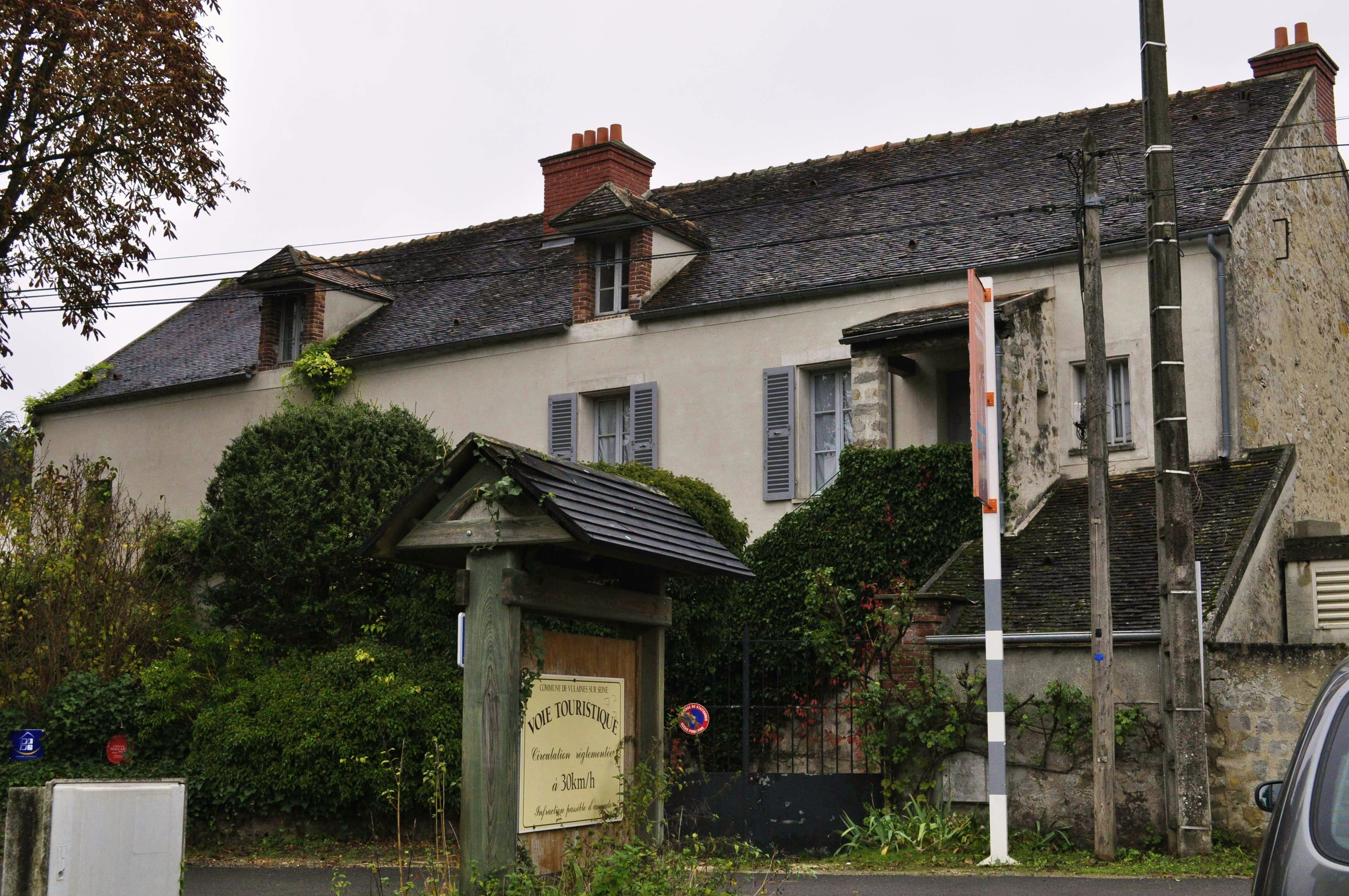
موزه سازمانی استفان مالارمه

- موزه سازمانی استفان مالارمه
- قلعه دبرولیس
- کلیسای سنتلوآ